# Ayako Okamoto

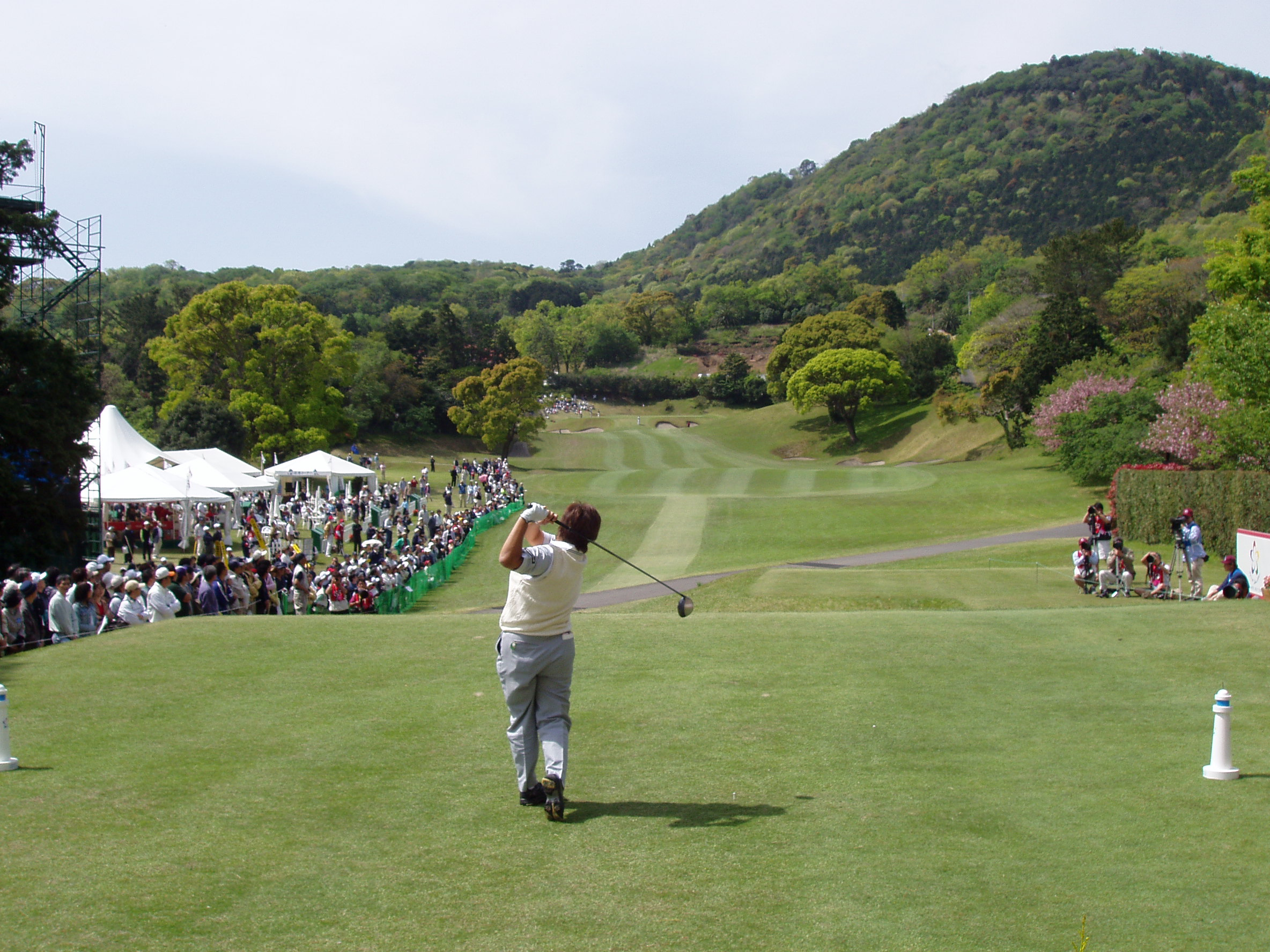
Okamoto 2005

Ayako Okamoto (japanisch 岡本綾子, Okamoto Ayako; * 2. April 1951 in Akitsu, Hiroshima) ist eine japanische Golfspielerin. Sie gewann 62 internationale Turniere, einschließlich 17 auf der US-amerikanischen LPGA-Tour. Sie ist seit 2005 Mitglied der World Golf Hall of Fame.

## Leben und Wirken
Ayako Okamoto war seit ihrer Zeit in der „Imabari Meitoku Oberschule“ (今治明徳高等学校) in der Präfektur Ehime als Baseball-Pitcher bekannt für ihre schnellen Bälle und nahm an Sportfesten teil. 1972 begann sie mit dem Golfspielen und bestand den Pro-Test im Herbst 1974. Danach verbesserten sich ihre Notes stetig und zwei Jahre später lag sie bereits auf Platz 8 im Preisgeld. Seitdem war sie 13 Mal unter den Top 10 in Japan und entwickelte sich so zu einer führenden Persönlichkeit in der Welt des professionellen japanischen Frauengolfs.
So gewann Okamoto 1997 die Japan Women’s Open und stellte damit einen neuen Rekord auf: sie war zu dem Zeitpunkt 46 Jahre und 89 Tage alt. Damit brach sie ihren eigenen Rekord, als Älteste die Meisterschaft zu gewinnen (42 Jahre und 86 Tage). Sie hat 43 nationale Meisterschaften gewonnen, darunter die Japan Women’s Open (1993, 1997), die Japan Women’s Professional Championship (1979, 1982, 1990) und 18 Mal im Ausland gewonnen. Insbesondere wurde sie 1987 Preisgeldkönigin der American Women’s PGA Tour und gewann den „Most Valuable Player Award“.